# Голуб гривнаш
Голуб гривнаш (лат. Columba palumbus) је најкрупнија европска врста голуба. Ловна је дивљач. Насељава шуме, а чест је и у градовима, где се може срести у баштама.

## Опис
Дугачак је 38—43 цм, а тежак 400—600 грама. Плаво-сиве је боје, са ружичастом нијансом на грудима. Има беле мрље са обе стране врата, налик огрлици (гривни), као и беле пруге на крилима, које се истичу у лету. Кљун му је јарко наранџаст, а ноге црвене. Младунци су сивкасти и појављује им се гривна тек након 6 месеци живота.
Оглашавају се тоном налик на „гху-у-ху-хуху“. Приликом полетања, чује се бучни клепет њихових крила.

## Распрострањеност
Живе широм Европе, осим најсевернијих предела. Насељавају и северозапад Африке, као и запад Азије, на истоку све до западног Сибира и Хималаја. У северним деловима Европе је селица, а у јужним станарица. 
У Србији је раније био редак и сретао се само у неприступачним шумским пределима. У другој половини 20. века се проширио на села и градове. Данас се често среће у баштама, иако је још увек дивља, плашљива птица. Раније је био селица у Србији, док је насељавао брдско-планинске предела са дугим и оштрим зимама. Данас се задржава у градовима током зиме, где може наћи храну за себе.

## Исхрана
Голуб гривнаш углавном се храни биљном храном. Најчешће једе свеже лишће скривеносеменица и лиснатог поврћа које скупља у пољима, вртовима и с априлака. Једе и житарице, орашасте плодове и воће. Током јесени се храни и смоквама и жиревима, а током зиме пуповима воћака и грмова. Прехрану повремено надопуњава ларвама, мравима и црвима. Потребу за пићем и купањем задовољава тражењем отворених спремника воде. Због свог начина прехране лако може постати пољопривредним наметником.

## Размножавање
Гнезди се углавном два пута годишње, у априлу и јуну, мада се јаја могу наћи и у јулу. Гнездо прави искључиво на стаблима, где женка снесе два бела јаја, на којима сама лежи, а мужјак је замењује само у изузетним случајевима. Инкубација траје 18 дана. Птићи остају у гнезду двадесетак дана, а након излетања их родитељи хране јо 2-3 дана. Десетак дана касније се одвајају од одраслих птица и са младима од других парова, удружују у јата.

## Подврсте
- Азорски голуб гривнаш (Columba palumbus azorica Hartert, 1905)
- Азијски голуб гривнаш (Columba palumbus casiotis (Bonaparte, 1854))
- Северноафрички голуб гривнаш (Columba palumbus excelsa (Bonaparte, 1856))
- Ирански голуб гривнаш (Columba palumbus iranica (Zarudny, 1910))
- Мадерски голуб гривнаш (Columba palumbus maderensis Tschusi, 1904)†
- Европски голуб гривнаш (Columba palumbus palumbus Linnaeus, 1758)

## Галерија
- Голуб гривнаш
- Columba palumbus